# Polyschides tetrodon
Polyschides tetrodon är en blötdjursart som först beskrevs av Henry Augustus Pilsbry och Sharp 1898.  Polyschides tetrodon ingår i släktet Polyschides och familjen Gadilidae. Inga underarter finns listade i Catalogue of Life.